# أصوات تنفسية

1-منطقة استماع صوت القصبة الهوائية الطبيعي 2- منطة استماع فصوص الرئة العليا 3- منطقة استماع الشعب الهوائية. يُشير الأزرق إلى مناطق الاستماع والخطوط الحمراء إلى القلب

يشير مصطلح الأصوات التنفسية (بالإنجليزية: Respiratory sounds)‏ أو أصوات التنفس (بالإنجليزية: breath sounds)‏ أو أصوات الرئة (بالإنجليزية: lung sounds)‏ إلى أصوات محددة ناتجة عن حركة الهواء خلال مسار الجهاز التنفسي. وهذه الأصوات قد يُمكن الاستماع لها أو التعرف عليها بسهولة من خلال تسمع الجهاز التنفسي أثناء فحص الجهاز التنفسي باستخدام السماعة الطبية. تشمل الأصوات التنفسية كل من أصوات التنفس الطبيعي والأصوات العرضية أو «الزائدة» أو «المضافة» مثل الكراكِر، الأزيز، الاحتكاك الجنبي، الشخير والصرير.
عادة ما يتضمن وصف وتصنيف هذه الأصوات تسمع مراحل الشهيق والزفير لدورة التنفس، مع ملاحظة كل من حدة الصوت (عادة ما توصف بأنها منخفضة أو متوسطة أو عالية) وشدة الصوت (ضعيف أو متوسط أو مرتفع أو مرتفع جدًا) لكل من الأصوات المسموعة.

## الأصوات التنفسية غير الطبيعية
تتضمن الأنواع الشائعة من الأصوات التنفسية غير الطبيعية ما يلي:
| الاسم         | مستمر/غير مستمر | التردد/الحدة                                | شهيق/زفير                           | النوعية                     | الحالات المصاحبة                                                                     | مثال     |
| ------------- | --------------- | ------------------------------------------- | ----------------------------------- | --------------------------- | ------------------------------------------------------------------------------------ | -------- |
| أزيز أو غطائط | مستمر           | عال (أزيز) أو منخفض (غطائط)                 | أثناء الشهيق أو الزفير              | صفير موسيقي                 | يحدث بسبب ضيق المسار التنفسي كما في الربووداء الانسداد الرئوي المزمنوالأجسام الغريبة |          |
| صرير          | مستمر           | عال                                         | في أي منهما ولكن غالبا أثناء الشهيق | صفير موسيقي                 | التهاب لسان المزمار والأجسام الغريبة والاستسقاء الحنجري والخانوق                     |          |
| فاصل شهيقي    | مستمر           | عال                                         | أثناء الشهيق                        | نعيق (شهقة)                 | السعال الديكي                                                                        | غير متاح |
| كراكر         | غير مستمر       | عال (دقيق) أو منخفض (خشن أو فظ)، غير موسيقي | أثناء شهيق                          | طقطقة أو فرقعة              | التهاب الرئة والوذمة الرئوية والدرن والتهاب القصبات                                  |          |
| احتكاك جنبي   | مستمر           | منخفض                                       | أثناء الشهيق والزفير                | نمط إيقاعي متكرر غير موسيقي | التهاب أغشية الرئة وسرطان الرئة                                                      | غير متاح |
| علامة هامان   | مستمر           |                                             | لا الشهيق ولا الزفير (نبضة القلب)   | طحن أو سحق                  | وجود هواء في كيس التامور أو المنصف                                                   | غير متاح |

## اختبارات تسمع إضافية
تشمل الاختبارات الأخري للتسمع كل من الثغاء ولغط قصبي وكلام صدري. على سبيل المثال في الكلام الصدري الهمسي يفحص المريض أثناء قيامه بالهمس مرتين برقم، فيما يقوم الطبيب بالفحص. والهمس لا يُسمع عادة خلال الرئتين، لكن إذا سُمع فقد يكون مؤشرا على وجود تكثف رئوي في هذه المنطقة.